# Saméon
Saméon ist eine französische Gemeinde mit 1.722 Einwohnern (Stand: 1. Januar 2022) im Département Nord in der Region Hauts-de-France. Sie gehört zum Arrondissement Douai und zum Kanton Orchies. Die Einwohner werden Saméonien(ne)s genannt.

## Geographie
Die Gemeinde Saméon liegt im Regionalen Naturpark Scarpe-Schelde, auf halbem Weg zwischen den Städten Lille und Valenciennes, etwa 21 Kilometer nordöstlich von Douai nahe der Grenze zu Belgien. Umgeben wird Saméon von den Nachbargemeinden Aix-en-Pévèle im Norden und Nordwesten, Rumegies im Nordosten, Lecelles im Osten, Rosult im Süden und Südosten sowie Landas im Westen.

## Geschichte
Bis 1830 war die Gemeinde Teil der Gemeinde Coutiches.

### Bevölkerungsentwicklung
| Jahr                       | 1962 | 1968 | 1975 | 1982 | 1990 | 1999 | 2006 | 2013 | 2021 |
| Einwohner                  | 1113 | 1088 | 1046 | 1175 | 1264 | 1373 | 1463 | 1562 | 1738 |
| Quellen: Cassini und INSEE |      |      |      |      |      |      |      |      |      |

## Sehenswürdigkeiten

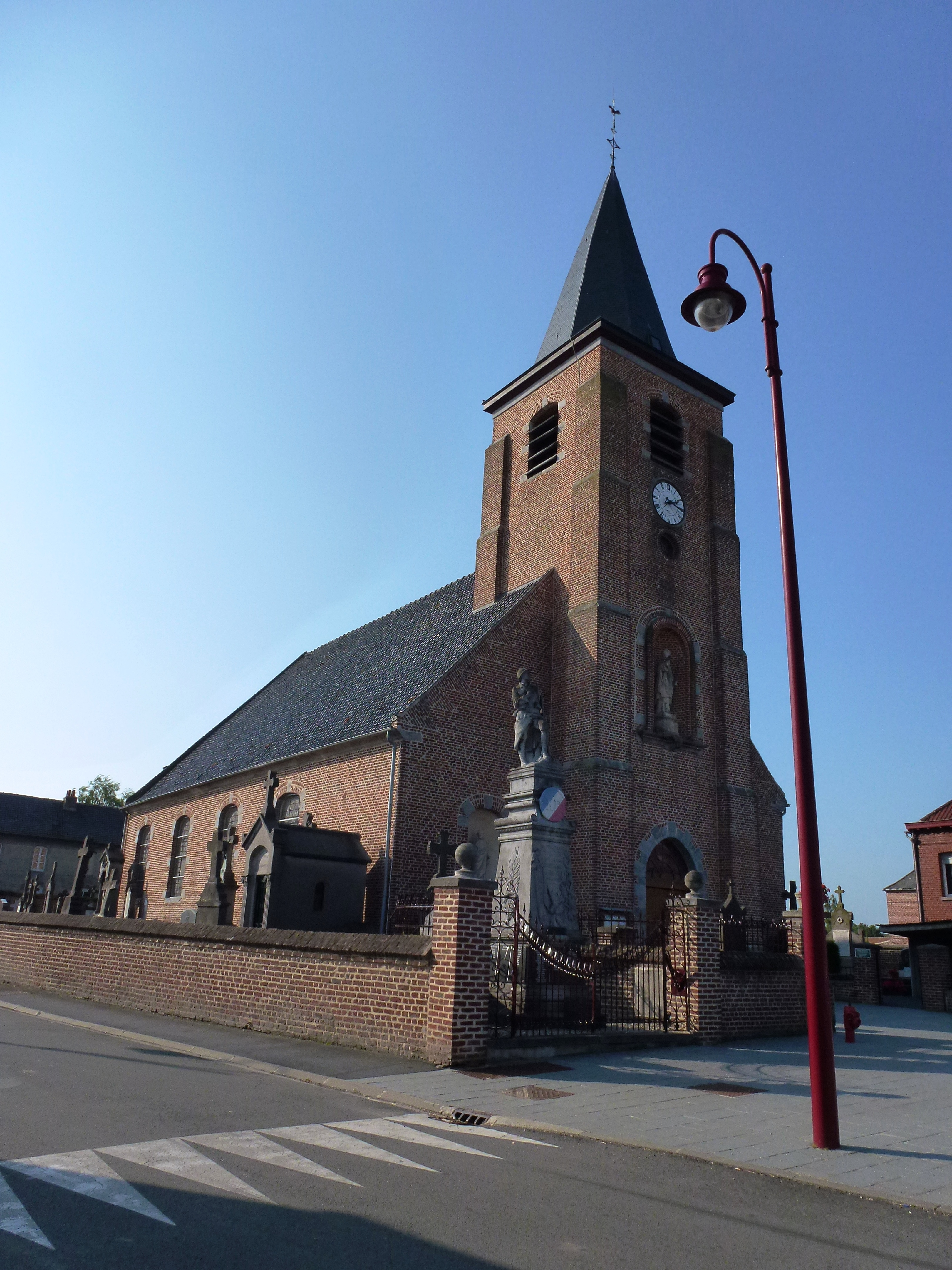
Kirche Saint-Martin
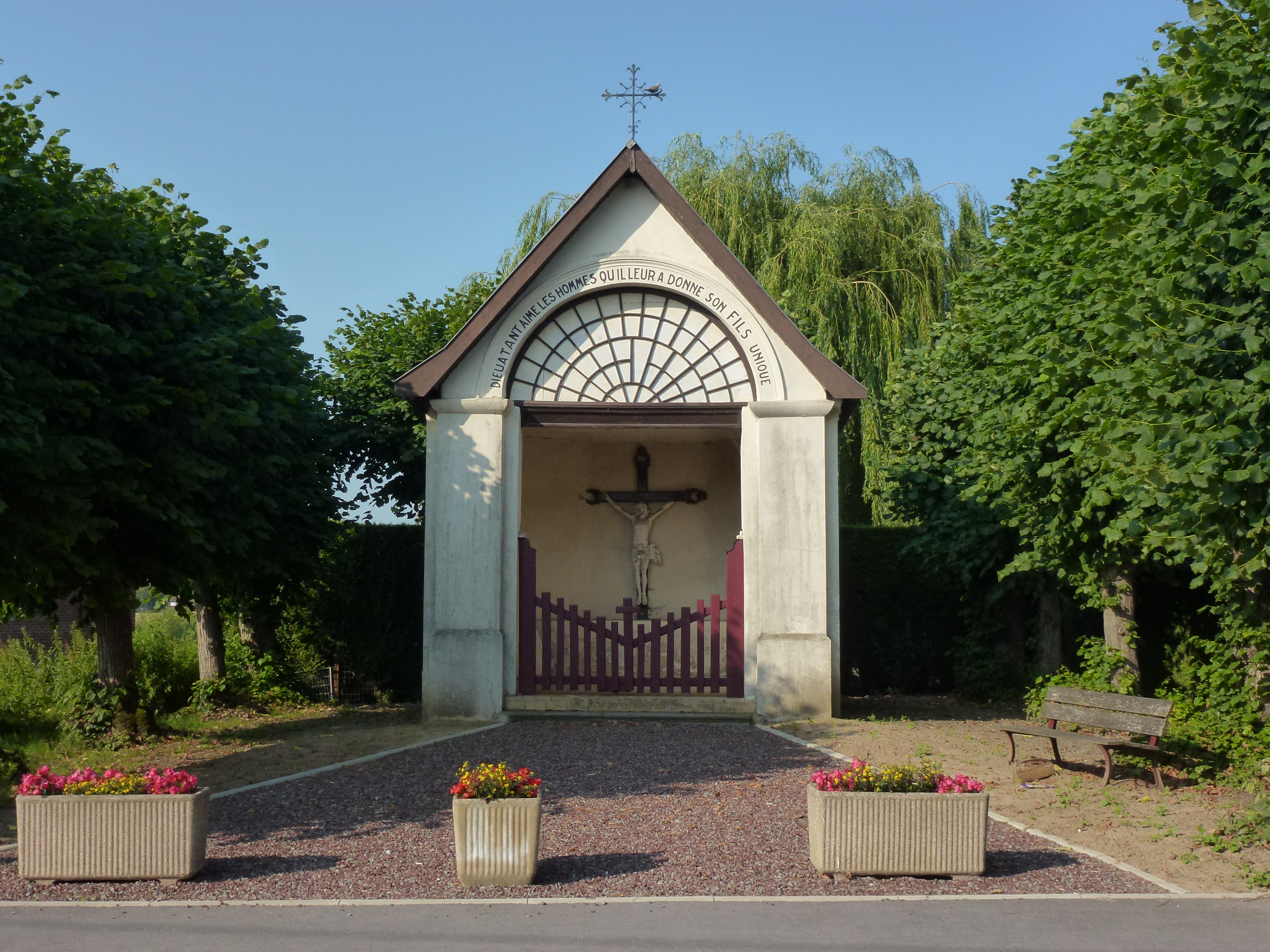
Oratorium des Kruzifixes
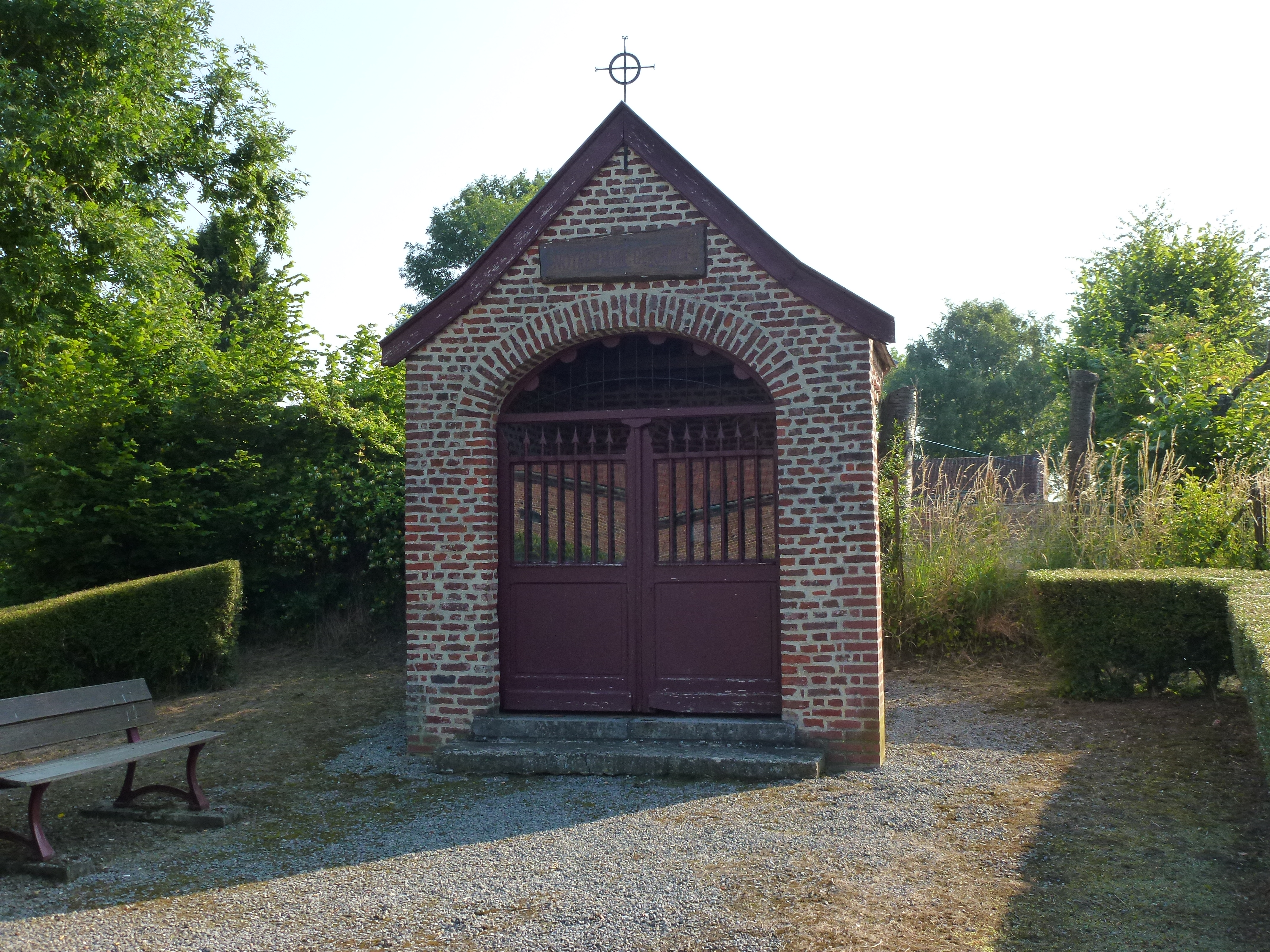
Oratorium Notre-Dame-de-Grâce
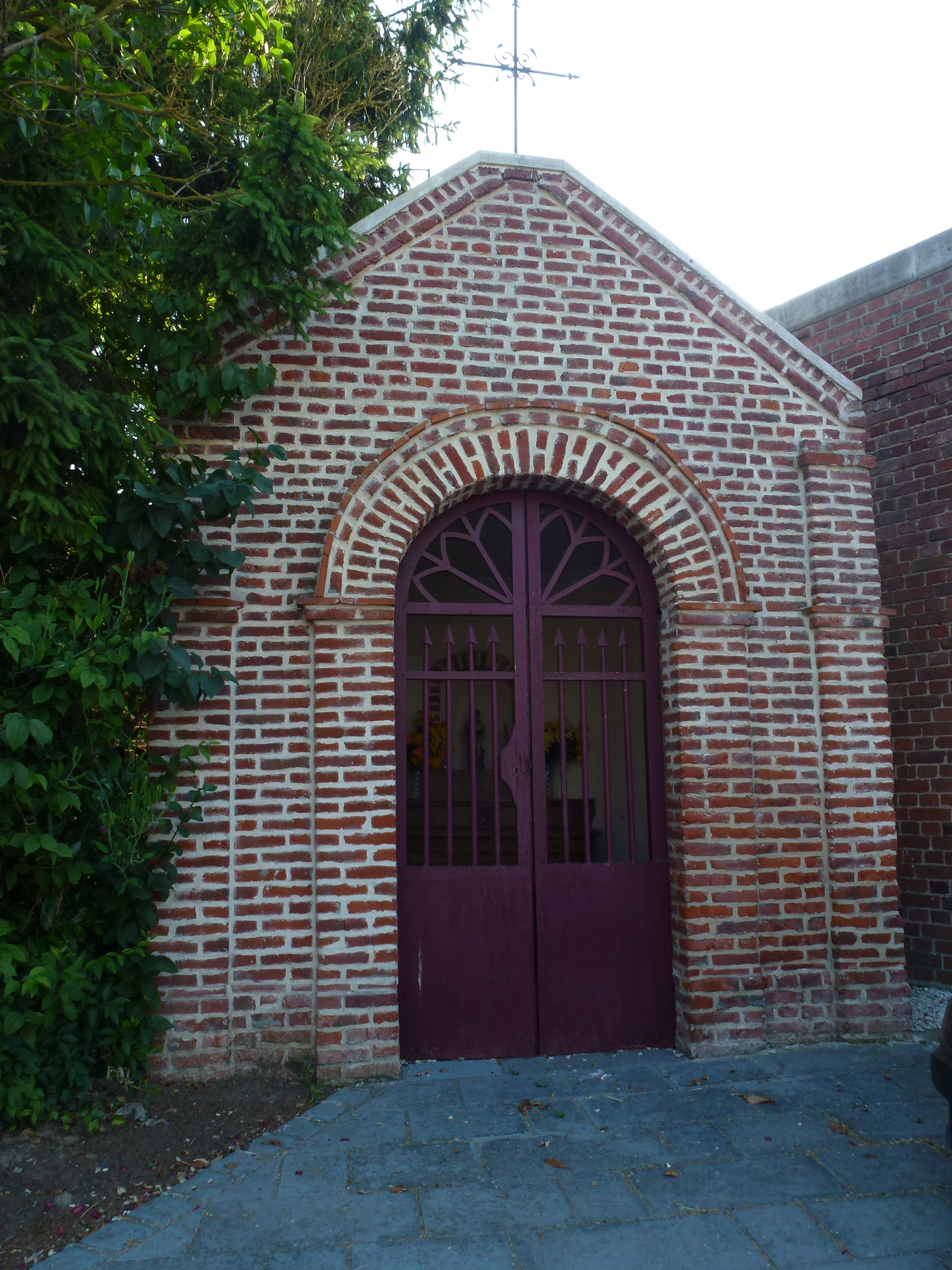
Oratorium Saint-Roch
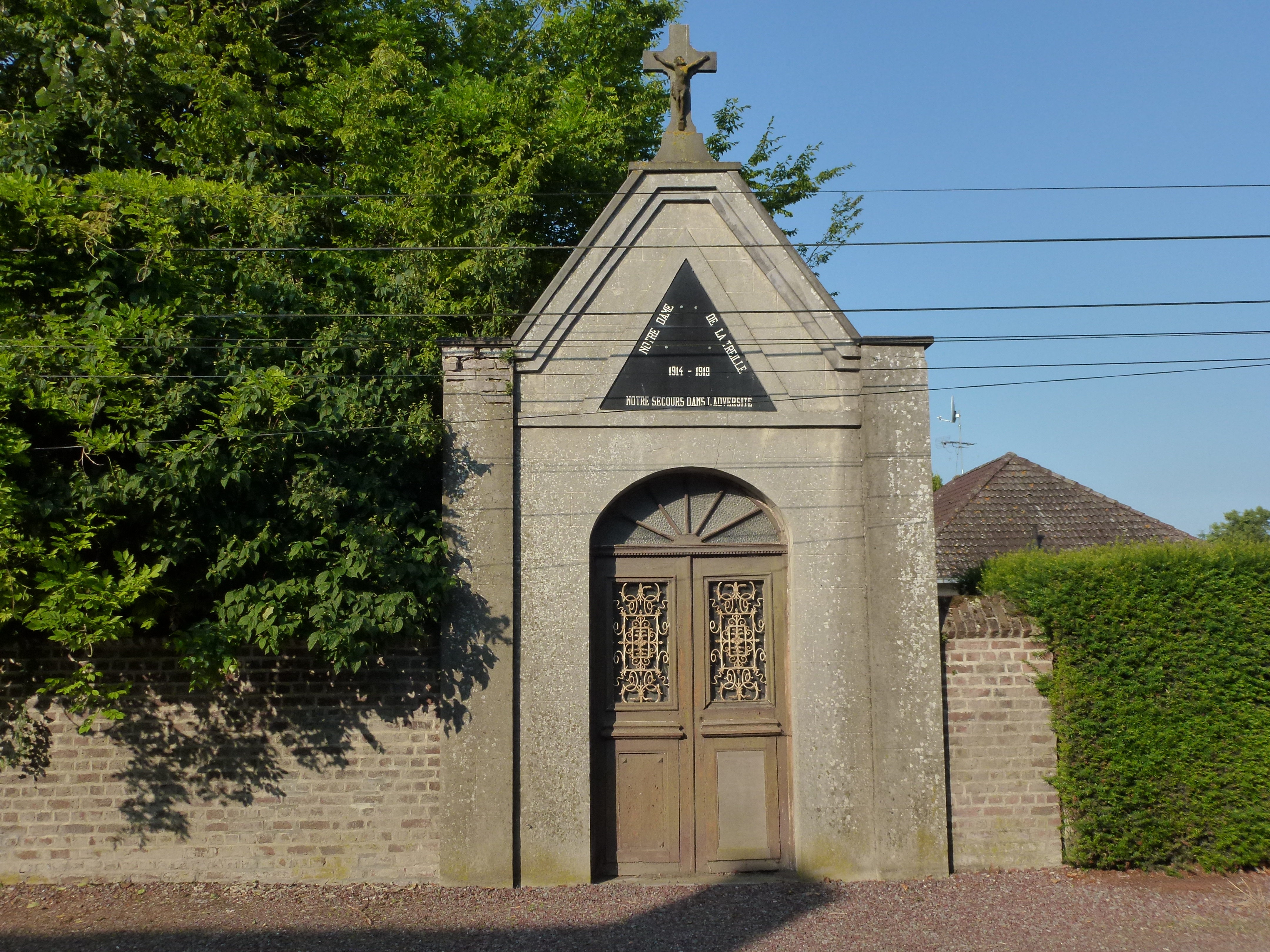
Oratorium Notre-Dame-de-la-Treille

- Oratorien und kleine 'Kapellen

- Kirche Saint-Martin
- Oratorium des Kruzifixes
- Oratorium Notre-Dame-de-Grâce
- Oratorium Saint-Roch
- Oratorium Notre-Dame-de-la-Treille

## Gemeindepartnerschaft
Mit der britischen Gemeinde Sherington in Buckinghamshire (England) besteht eine Gemeindepartnerschaft.